# 保罗·克林根堡
保罗·克林根堡（德語：Paul Klingenburg，1907年10月19日—1964年9月10日），德国男子水球运动员。他曾代表德国参加1936年夏季奥林匹克运动会水球比赛，获得一枚银牌。他也参加了1938年欧洲锦标赛，同样获得亚军。